# Аллохруза качимовидная
Аллохруза качимовидная, или Колючелистник качимовидный (лат. Allochrusa gypsophiloides) — вид рода Аллохруза семейства Гвоздичные (Caryophyllaceae), редкое растение с сильно сократившейся численностью.

## Распространение
Эндемик Памиро-Алая и западного Тянь-Шаня. В Казахстане встречается в предгорьях и горах Южно-Казахстанской и Жамбылской областей.
Растёт в пустынных, полупустынных и саванноидных сообществах от предгорных равнин до среднего пояса гор.

## Описание
Белые мелкие цветки образуют ажурные скопления на разветвленном, почти шаровидном стебле.
Вид отличается большой продолжительностью жизни (до 200 лет) и мощным стержневым корнем, достигающим веса 2—3 кг.

## Химический состав, применение
Сапонины (около 25 %), содержащиеся в нём, имеют широкое применение:
- в пищевой промышленности — для изготовления халвы,
- в текстильной — для отбеливания тканей,
- в меховой — для обесцвечивания и придания блеска мехам.

Заготовки аллохрузы в Средней Азии велись с 1927 г. Под названием „туркестанский мыльный корень“ значительная часть сырья экспортировалась. В начале 60-х годов прошлого века в Казахстане ежегодно заготавливали 700—800 т корня. По этой причине заросли вида истощились, а в некоторых местах он, возможно, совсем исчез.
За последние 20 лет, как считают некоторые специалисты, запасы аллохрузы в Южноказахстанской области восстановились и можно практиковать выборочные заготовки. Однако лучше возобновить выращивание мыльного корня в культуре. Сорок лет назад оно было апробировано в Казахстане и Узбекистане. Выяснилось, что четырёхлетнее культивирование дает более дешевое сырье, чем выкопанное в природе.
Незначительная часть популяций охраняется в Аксу-Джабаглинском и Каратауском заповедниках.